# Dayhanbank
Dayhanbank (en turkmène : Daýhanbank) est l'une des banques majeures du Turkménistan. La banque a été créée pour aider les fermiers à obtenir des prêts. 